# Microhyla superciliaris
Microhyla superciliaris là một loài ếch trong họ Nhái bầu. Nó được tìm thấy ở Indonesia và Malaysia.
Môi trường sống tự nhiên của nó là các khu rừng đất thấp ẩm nhiệt đới hoặc cận nhiệt đới và sông.